# Тагуаи
Тагуаи (порт. Taguaí)  —  муниципалитет в Бразилии, входит в штат Сан-Паулу. Составная часть мезорегиона Ассис. Входит в экономико-статистический  микрорегион Ориньюс. Население составляет 8237 человек на 2006 год. Занимает площадь 145,800 км². Плотность населения — 56,5 чел./км².

## История
Город основан в 1892 году.

## Статистика
- Валовой внутренний продукт на 2003 составляет 50.074.268,00 реалов (данные: Бразильский институт географии и статистики).
- Валовой внутренний продукт на душу населения на 2003 составляет 6.351,38 реалов (данные: Бразильский институт географии и статистики).
- Индекс развития человеческого потенциала на 2000 составляет 0,768 (данные: Программа развития ООН).

## География
Климат местности: субтропический. В соответствии с классификацией Кёппена, климат относится к категории Cfb.

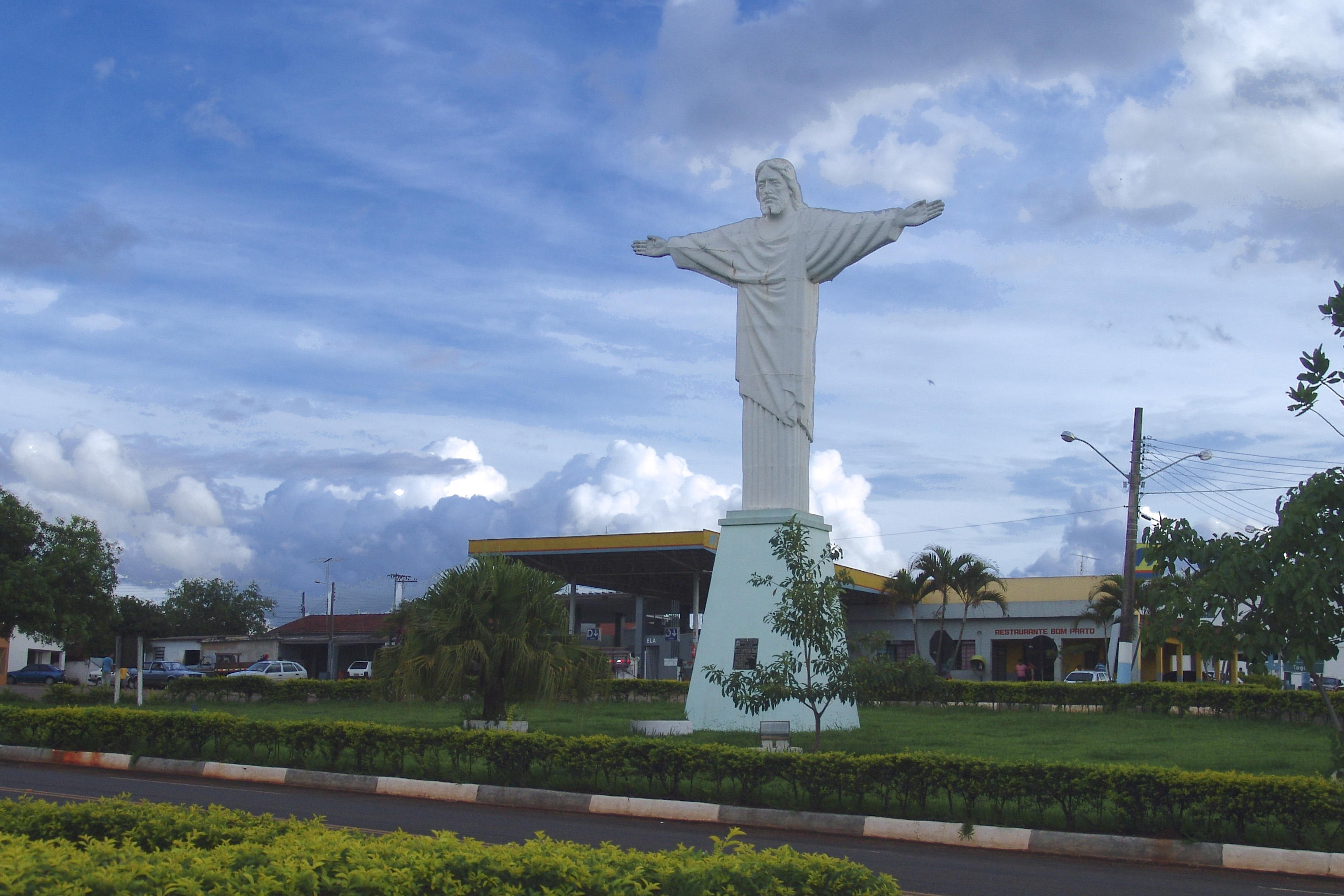